# P-T-Diagramm

p-T-Diagramm eines „gewöhnlichen“ Stoffes und des Wassers

Ein p-T-Diagramm ist die am weitesten verbreitete Form eines Phasendiagramms, bei der der Druck p eines Systems gegen die Temperatur T aufgetragen wird. 
Gemäß der Gibbsschen Phasenregel hat ein reines Fluid beziehungsweise ein Fluidgemisch mit konstanter Zusammensetzung zwei Freiheitsgrade. Daraus folgt, eine gleich bleibende Stoffmenge vorausgesetzt, dass in der Funktion {\displaystyle p=p(V,T)} der Druck p eindeutig durch das Volumen V und die Temperatur T beschrieben wird.
Trägt man diesen Zusammenhang in ein dreidimensionales Diagramm ein, so entsteht ein p-V-T-Diagramm. Wenn man diese Oberfläche in die p-T-Ebene projiziert, erhält man ein p-T-Diagramm. Hierbei ist der Druck p die Ordinate, die Temperatur T die Abszisse und das Volumen V muss für jeden Graphen als Konstante gewählt werden (Isochore).
In dieses Diagramm werden häufig auch die Grenzen der Aggregatzustände „fest“, „flüssig“ und „gasförmig“ beziehungsweise die einzelnen Phasen des Stoffes eingetragen.